# Пруденсіо Норалес
Пруденсіо Норалес (ісп. Prudencio Norales, нар. 20 квітня 1956) — гондураський футболіст, що грав на позиції нападника.
Виступав, зокрема, за клуб «Олімпія», а також національну збірну Гондурасу.

## Клубна кар'єра
У дорослому футболі дебютував 1977 року виступами за команду «Олімпія», кольори якої і захищав майже протягом усієї своєї кар'єри гравця, аж до 1988 року. Наприкінці кар'єри пограв ще за кілька невеликих місцевих клубів, забивши загалом за кар'єру 88 голів у чемпіонаті.

## Виступи за збірні
У 1977 році Норалес був включений до заявки молодіжної збірної Гондурасу на молодіжний чемпіонаті світу в Тунісі, де забив гол у матчі з Марокко (1:0), але команда не подолала груповий етап.
У складі національної збірної Гондурасу був учасником чемпіонату світу 1982 року в Іспанії, де провів 2 матчі: проти господарів турніру іспанців, а також проти збірної Північної Ірландії. Обидві гри закінчилися внічию 1:1.